# Jonathan M. Davis

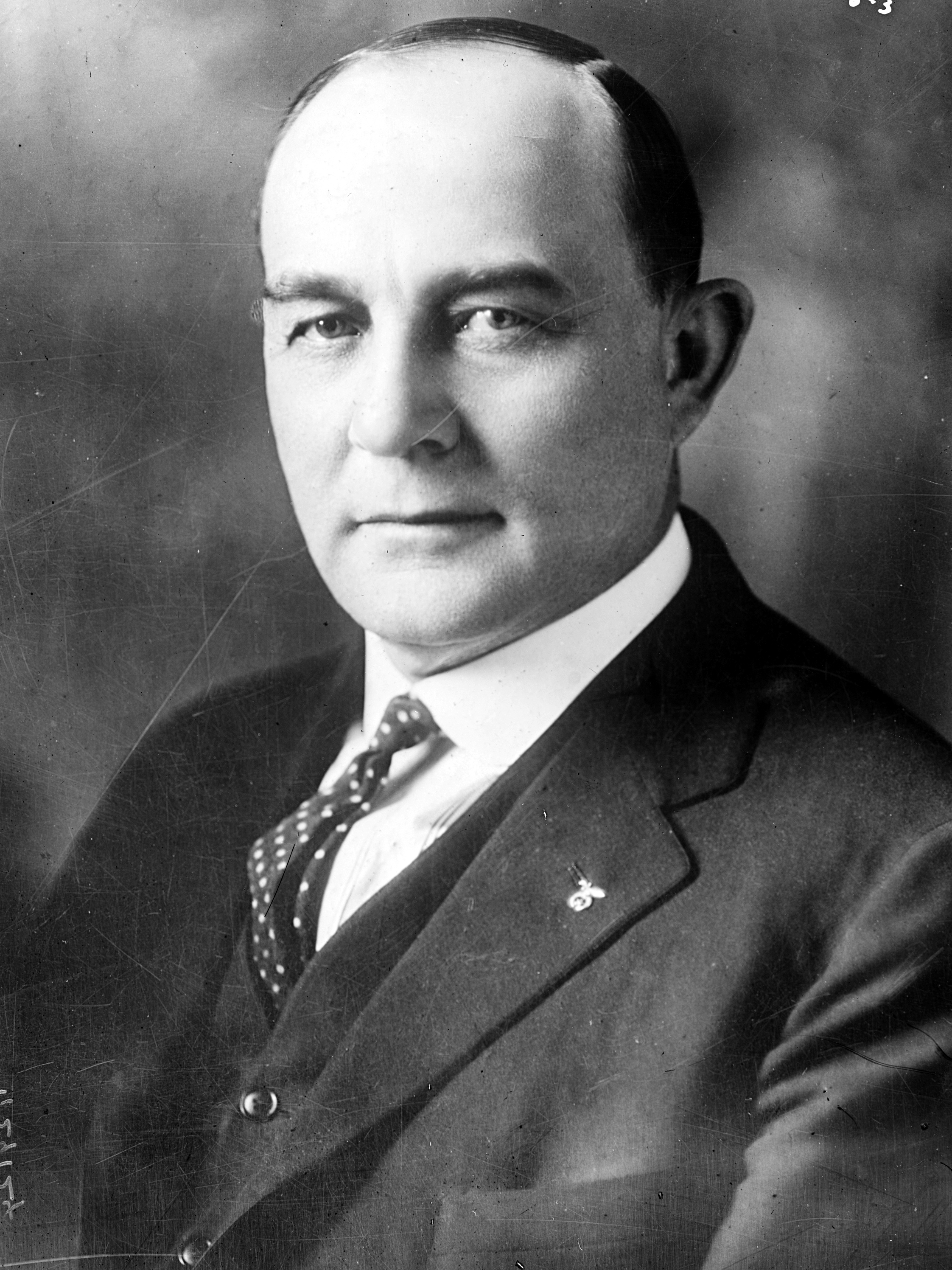
Jonathan M. Davis

Jonathan McMillan Davis (* 27. April 1871 im Bourbon County, Kansas; † 27. Juni 1943 ebenda) war ein US-amerikanischer Politiker und von 1923 bis 1925 der 22. Gouverneur des Bundesstaates Kansas.

## Frühe Jahre und politischer Aufstieg
Jonathan Davis besuchte die University of Kansas und die University of Nebraska. Nach dem Tod seines Vaters musste er sein Studium aus finanziellen Gründen abbrechen. In den Jahren 1900, 1908 und 1910 wurde er jeweils in das Repräsentantenhaus von Kansas gewählt. 1912 schaffte er den Sprung in den Staatssenat und 1922 wurde er von der Demokratischen Partei als Kandidat für die anstehende Gouverneurswahlen nominiert.

## Gouverneur von Kansas
Nach seinem Sieg über den Republikaner W. Y. Morgan trat Davis seine zweijährige Amtszeit am 8. Januar 1923 an. Er setzte sich für den Ausbau des Straßennetzes und eine Steuersenkung ein. Die Pensionen für Kriegsveteranen wurden erhöht und der Kanzler der University of Kansas wurde entlassen. Im Schulbereich wurde die Schulpflicht auf mindestens acht Monate im Jahr erweitert. Unmittelbar nach dem Ende seiner Amtszeit wurde Davis wegen Bestechung angeklagt, aber vor Gericht freigesprochen. Im weiteren Verlauf hat er mehrfach erfolglos für öffentliche Ämter kandidiert. Er starb im Juni 1943 und wurde in Bronson beigesetzt. Jonathan Davis war mit Mary E. Raymond verheiratet; das Paar hatte drei Kinder.